# Her's
Her's est un groupe de rock indépendant britannique formé à Liverpool. Il se compose de Stephen Fitzpatrick au chant et à la guitare et d'Audun Laading à la guitare basse et au chant.
Le groupe a sorti deux albums, Songs of Her's et Invitation to Her's, respectivement en 2017 et 2018. Les albums de Her's se composent de musiques aux styles très différents les unes des autres. Musicalement, le duo est souvent comparé à Mac DeMarco et Ariel Pink.
Lors d'une tournée aux États-Unis en mars 2019, Fitzpatrick, Laading et Trevor Engelbrektson, le manager du groupe, sont tués dans un accident de la circulation.

## Histoire

### Formation et débuts

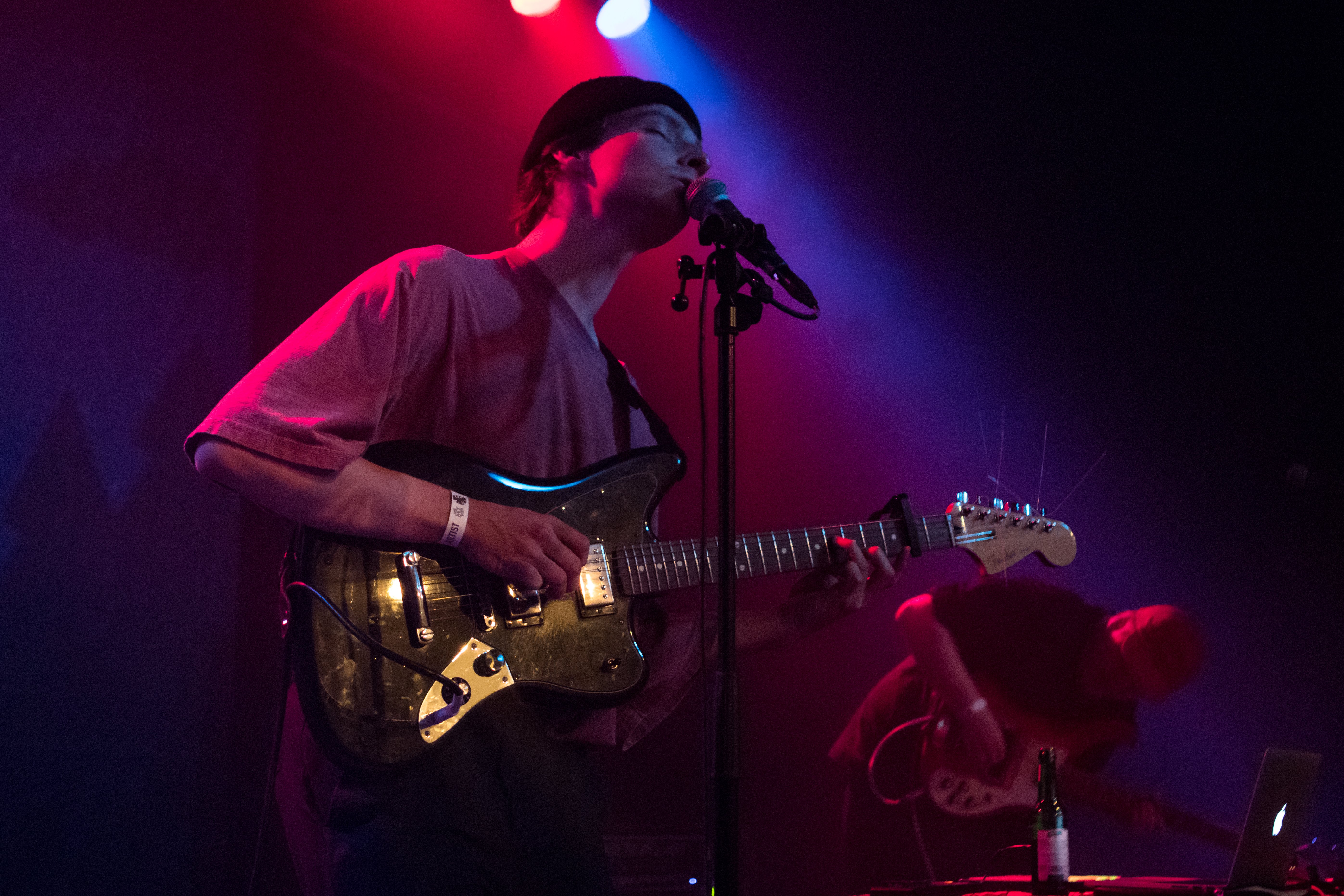
Stephen Fitzpatrick au Way Back When Festival en 2017.

Stephen Fitzpatrick, originaire de Barrow-in-Furness, en Cumbria, et Audun Laading, né à Kristiansand, en Norvège, se rencontrent à Liverpool, alors qu'ils font tous les deux partie de la section rythmique d'un groupe nommé Sundogs et qu'ils étudient à la Liverpool Institute for Performing Arts,,. En 2015, ils forment le groupe Her's pour plaisanter, et commencent à poster des clips humoristiques sur YouTube. Ils trouvent le nom « Her's » à quatre heure du matin, après avoir passé la nuit à filmer un de leurs clips ; celui-ci n'a pas de signification réelle et comporte une erreur volontaire,.
Après avoir obtenu leur diplôme de la Liverpool Institute for Performing Arts, Her's sort son premier titre, Dorothy, le 7 avril 2016,. La même année, le groupe connaît son premier succès en concert, alors qu'ils se produisent au Green Man Festival, un moment qui marque Fitzpatrick : « ils nous ont mis à un horaire durant lequel personne d'autre jouait, et nous étions sur la plus petite scène ». À la fin du concert, le public demande un rappel, que le groupe ne peut satisfaire car ils ont alors joué tout leur catalogue.

### Premiers albums

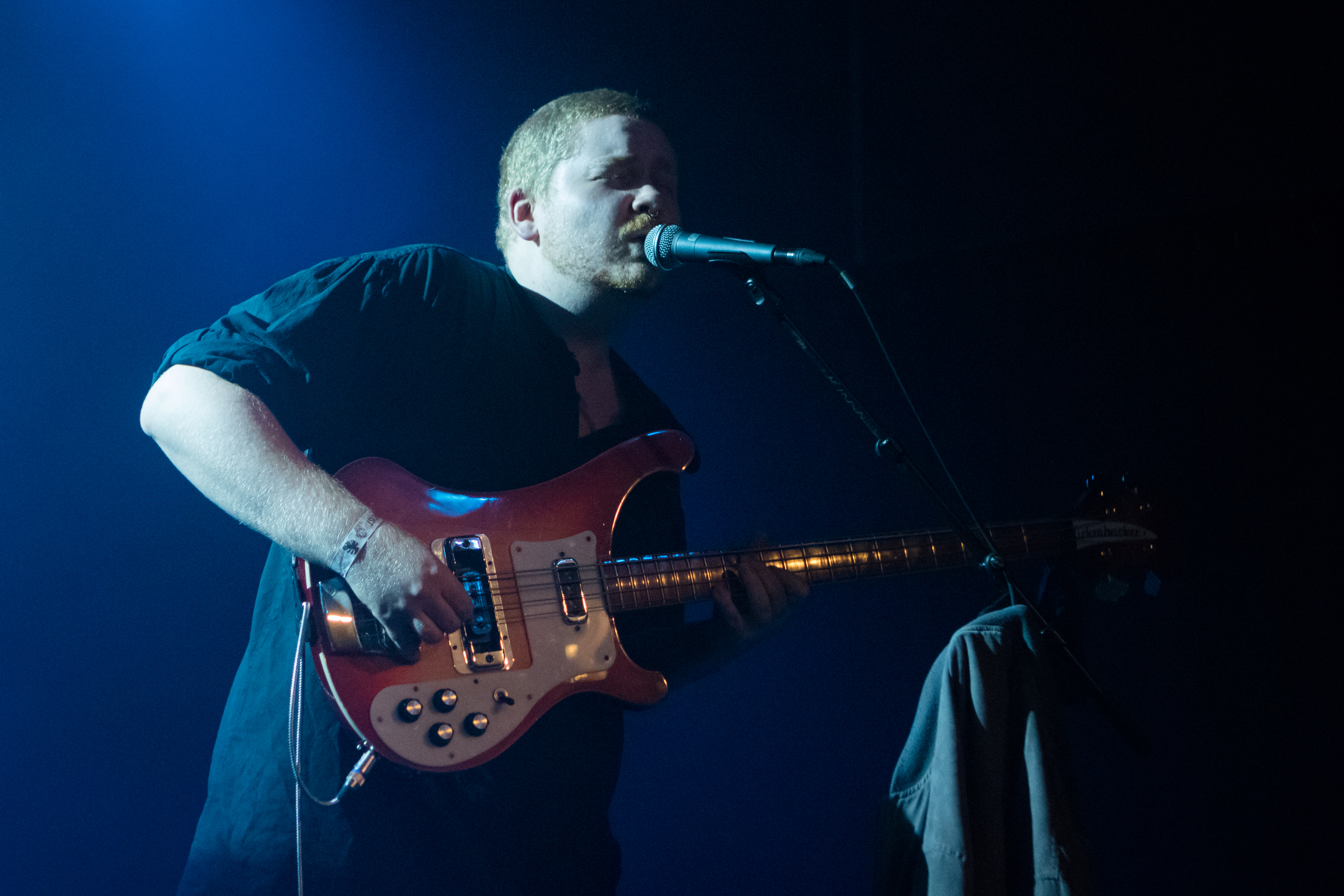
Audun Laading au Way Back When Festival en 2017.

Leur premier album, une compilation de neuf titres intitulée Songs of Her's, sort le 12 mai 2017. L'album est bien reçu par la critique et parvient également à conquérir le public. Au cours de l'année 2017, le groupe donne une série de concerts en Grande-Bretagne et en Europe, dont un à guichet fermé à Londres,. En septembre 2017, leur titre Marcel a plus de 2,1 millions d'écoutes sur Spotify.
Le 24 août 2018, le groupe publie son premier album complet, Invitation to Her's, sur le label Heist or Hit Records,,,. Her's figure sur la liste de Paste intitulée « Les 15 nouveaux groupes de Liverpool que vous devez connaître en 2018 ». Une performance acoustique du groupe au festival 2019 South by Southwest à Austin, au Texas, est également présentée sur BBC Music Introducing, une émission destinée à faire connaître de jeunes groupes prometteurs.

### Fin tragique
Le 27 mars 2019, vers 1 heure du matin, Fitzpatrick (24 ans), Laading (25 ans) et leur manager, Trevor Engelbrektson (37 ans), originaire de Minneapolis, sont tués lors d'une collision frontale et de l'incendie qui en résulte près du Milepost 68 sur l'Interstate 10, près de Centennial, en Arizona,,,. Au moment de la collision, le Arizona Department of Public Safety réagit à des rapports faisant état d'une camionnette Nissan roulant à grande vitesse en contre-sens,. Le groupe vient alors de Phoenix, en Arizona, où ils ont joué au Rebel Lounge le 26 mars, pour donner un spectacle le lendemain soir à Santa Ana, en Californie, à quelque 560 kilomètres de là, dans le cadre d'une deuxième tournée de 19 dates en Amérique du Nord,,. Le Arizona Department of Public Safety a confirmé qu'Engelbrektson conduisait la camionnette de tournée Ford du groupe au moment de l'accident,. Le conducteur de la camionnette Nissan, Francisco Rebollar, 64 ans, de Murrieta, en Californie, est également décédé dans la collision, une enquête policière ultérieure ayant permis de localiser une bouteille d'alcool dans l'épave de son véhicule,.

### Postérité
Le week-end suivant l'accident, pendant le BBC 6 Music Festival à Liverpool, le groupe de punk rock Idles termine son concert par Harvey, un morceau de l'album Invitation to Her's. De nombreux médias spécialisés, tels que New Musical Express, leur rendent hommage, soulignant le talent inachevé du groupe. Pierce Brosnan ainsi que de nombreux groupes de musique ont également fait part de leurs pensées sur les réseaux sociaux,.
Le 16 juin 2019, un événement commémoratif est organisé à Liverpool sous le nom de Friends of Her’s. Plusieurs artistes ont participé à l'événement, parmi lesquels The Orielles, et les bénéfices de la vente de tickets ont été reversés à des associations d'aide aux personnes sans abris. Le label du groupe, Heist or Hit, a déclaré : « Alors que nous continuons à nous sentir dévastés par la perte de nos amis, il était très clair, d'après l'effusion d'amour pour eux, qu'il devait y avoir un événement pour célébrer leur vie et l'incroyable musique qu'ils ont apportée au monde ».
En 2020, un membre de la famille de Laading publie un clip inédit pour le titre Marcel sur YouTube. Celui-ci se compose de rushes tournés en Norvège par le groupe afin d'en faire un clip vidéo.

## Membres
Her's se compose de Stephen Fitzpatrick, qui chante et joue de la guitare, et d'Audun Laading, qui joue de la guitare basse et chante les chœurs. Fitzpatrick est aussi batteur, mais le groupe utilise une boîte à rythmes programmée par ses deux membres,.

## Musique et influences
Selon Les Inrockuptibles, le premier album de Her's, Songs of Her's, « dévoil[e] un talent d’écriture immense, une capacité inouïe à écrire des petits tubes remplis de nostalgie et d’amour ». L'album étant une compilation de titres écrits à des moments différents, ceux-ci n'ont pas vraiment de cohésions et ont un style qui varie ; selon Fitzpatrick, « il y a une scène pour chaque chanson ». Ce dernier décrit ainsi la chanson Speed Racer comme « l'image d'un personnage grossier et rude », tandis que Laading voit le titre Marcel comme parfait pour être joué sur une plage.
Selon le journal The Varsity, le son de Her's est un « rock indé aux accents rêveurs » proche du rock des années 1980. Her's est souvent comparé à Mac DeMarco et Ariel Pink, et certains des titres de Songs of Her's rappellent les mélodies des Beach Boys ou des Strokes,. Le groupe a aussi été comparé à The Drums et Craft Spells.

## Discographie

### Albums
La discographie de Her's se compose de deux albums, Songs of Her's et Invitation to Her's, sortis respectivement en 2017 et 2018.